# Mala Bilozerka, Vasîlivka
Mala Bilozerka (în ucraineană Мала Білозерка) este localitatea de reședință a comunei Mala Bilozerka din raionul Vasîlivka, regiunea Zaporijjea, Ucraina.

## Demografie
Componența lingvistică a localității Mala Bilozerka
     Ucraineană (91,9%)
     Rusă (7,18%)
     Alte limbi (0,3%)
Conform recensământului din 2001, majoritatea populației localității Mala Bilozerka era vorbitoare de ucraineană (91,9%), existând în minoritate și vorbitori de rusă (7,18%).